# Ostio
L'ostio è una piccola membrana posta all'interno del sacco dorsale dei ragni che ha la funzione di cuore. Lungo tutto questo sacco dorsale sono presenti diversi ostii che hanno la funzione di microscopiche valvole, atte ad assicurare che l'emolinfa scorra sempre nello stesso verso.
Il termine deriva dal latino ostium, che significa porta e, in questo caso, orifizio.